# Aspiration (Sog)
Als Aspiration bezeichnet man das Ansaugen flüssiger oder fester Stoffe durch einen Sog, d. h. durch die Wirkung eines negativen Drucks.

## Anwendungsgebiete
Das Prinzip der Aspiration wird bei vielen medizinischen Techniken bzw. ärztlichen Eingriffen eingesetzt, u. a. bei
- der Aspirationszytologie, dem Gewinnen von Zellen für die Zytodiagnostik
- der Aspirationsbiopsie, der Gewinnung von Gewebeproben durch z. B. Feinnadelbiopsie
- der Aspirationsembolektomie, dem Entfernen von Thromben und Emboli aus Gefäßen
- dem Absaugen von Gelenkflüssigkeit oder Zysteninhalt nach Punktion
- einer Methode des Schwangerschaftsabbruchs, der Vakuumaspiration
- der Injektion eines Medikamentes in ein Blutgefäß oder in ein Gewebe mit einer Spritze.

## Injektion
Eine besondere Rolle spielt die Aspiration bei der Injektion von Medikamenten mit einer Spritze. Sie erfolgt durch kurzes Zurückziehen des Stempels der Spritze.

### Injektion in ein Blutgefäß
Vor einer intravenösen oder intraarteriellen Injektion eines Medikamentes in ein Blutgefäß kann durch die Aspiration von Blut sichergestellt werden, dass sich die Kanüle innerhalb des Gefäßlumens befindet und es somit nicht zu einer Injektion des Medikamentes ins Gewebe kommt. Insbesondere die paravenöse Injektion von Zytostatika kann zu erheblichen Nekrosen des umliegenden Gewebes führen.

### Injektion in ein Gewebe
Bei der Injektion in ein Gewebe (z. B. intramuskulär oder subkutan) kann nach dem Einstich durch Aspiration überprüft werden, ob die Kanülenspitze nicht unbeabsichtigt in einem Blutgefäß liegt. Durch das Ansaugen mittels Zug am Kolben der Spritze wird bei intravasaler Lage angesaugtes Blut in der Spritze sichtbar. Eine nun erfolgende Injektion würde dann in dieses Gefäß, und nicht wie erwünscht ins Muskelgewebe erfolgen. Dadurch würde eine zu große Wirkstoffmenge in zu kurzer Zeit angeflutet, was bei manchen Medikamenten (z. B. Lokalanästhetika) zu schweren Komplikationen führen kann. Daher ist bei einer Lokalanästhesie eine Aspiration obligat.

#### Impfung
Bei einer intramuskulären Impfung wird die Notwendigkeit der Aspiration nicht einheitlich beurteilt.
So wird eine Aspiration von der US-amerikanischen CDC nicht empfohlen, da die Injektionsstellen keine größeren Blutgefäße enthielten und eine Aspiration zu höherem Injektionsschmerz führe.
Eine systematische Literaturübersicht zu Aspiration bei intramuskulärer Injektion kam zu dem Ergebnis, dass es keine Belege dafür gebe, dass eine Aspiration die Sicherheit intramuskulärer Injektionen erhöhe, sofern diese nicht dorsogluteal erfolgten.
Auch die STIKO empfahl 2016 zur Vermeidung von Schmerzen bei Impfungen auf eine Aspiration zu verzichten, da das Risiko einer versehentlichen intravaskulären Injektion an den typischen Lokalisationen einer intramuskulären Injektion an Oberarm und Oberschenkel zu klein sei, um weiterhin zu aspirieren.
Das Robert Koch-Institut aktualisierte jedoch diese Empfehlung am 17. Februar 2022, weil es im Tiermodell nach direkter intravenöser Injektion eines mRNA-Impfstoffs zum Auftreten einer Perimyokarditis (klinisch und histopathologisch) gekommen sei. Wenngleich unbeabsichtigte intravasale Injektionen bei Impfstoffapplikation nur selten aufträten, sei bei intramuskulären COVID-19-Impfungen eine Aspiration zur weiteren Erhöhung der Impfstoffsicherheit sinnvoll.